# Neeruti (Otepää)
Neeruti (Duits: Megel) is een plaats in de Estlandse gemeente Otepää, provincie Valgamaa. De plaats heeft de status van dorp (Estisch: küla).
Tot in oktober 2017 hoorde Neeruti bij de gemeente Palupera. In die maand werd Palupera opgedeeld tussen de gemeenten Elva en Otepää. Neeruti ging naar Otepää.

## Bevolking
Het dorp had 63 inwoners op 31 december 2011 en 65 inwoners op 31 december 2021.

## Ligging
Het dorp ligt aan de Tugimaantee 46, de secundaire weg van Tatra via Otepää naar Sangaste.

## Geschiedenis
De plaats werd voor het eerst genoemd in 1447 onder de Duitse naam Megel. Iets later werd een landgoed Megel gesticht. In de late 16e en vroege 17e eeuw was het landgoed in handen van Magnus Nieroth. Van die naam is de Estische naam Neeruti voor het dorp en het landgoed afgeleid. De naam werd in de vorm Neroti voor het eerst gebruikt in een document uit 1782. De laatste eigenaar voor het landgoed in 1919 door het onafhankelijk geworden Estland werd onteigend, was Arthur von Kymmel.